# Stenhomalus kusakabeorum
Stenhomalus kusakabeorum är en skalbaggsart som beskrevs av Tatsuya Niisato 1998. Stenhomalus kusakabeorum ingår i släktet Stenhomalus och familjen långhorningar.
Artens utbredningsområde är Myanmar. Inga underarter finns listade i Catalogue of Life.